# Linh dương Tora
Linh dương Tora (Danh pháp khoa học: Alcelaphus buselaphus tora) là một phân loài của loài linh dương Alcelaphus buselaphus. Đây là một phân loài linh dương cực kỳ nguy cấp, có nguồn gốc Eritrea và Ethiopia. Nó đã có thể bị tuyệt chủng tại Sudan.
Một trong những động vật có vú lớn nguy cấp nhất trên thế giới, nó đang bị đe dọa bởi săn bắt và mất môi trường sống. Có lẽ ít hơn 250 cá nhân nằm trong tự nhiên và không có hộ dân nuôi nhốt, vì có ít hoặc không có hành động nào được thực hiện để bảo tồn chúng cả.

## Đặc điểm chung
Chúng sống ở thảo nguyên và đồng cỏ khô trong rừng, thường xuyên di chuyển vào nơi khô cằn hơn sau khi trời mưa. Chúng cũng chấp nhận với các vùng cây cối rậm rạp hơn các chủng loài khác, và thường được tìm thấy trên các cạnh của rừng. Giống như hầu hết các loài linh dương, các chúng hoạt động vào ban ngày. Nó lướt đi vào buổi sáng sớm và chiều muộn, và nằm trong bóng râm trong thời gian nóng nhất trong ngày.
Chúng là động vật xã hội, khi có thể tập hợp thành đàn lên đến 300 cá thể và số đàn sẽ lớn hơn tập trung ở những nơi có nhiều cỏ. Các thành viên của một đàn có thể được chia thành bốn nhóm. Những con cái hình thành các nhóm từ năm đến 12 loài động vật, với bốn thế hệ trẻ trong nhóm. Những con cái chiến đấu cho sự thống trị trên các đàn gia súc, đôi khi những con cái và con đực cũng giành nhau.

## Tập tính ăn
Khẩu phần ăn của chúng bao gồm chủ yếu là các loại cỏ, với một lượng nhỏ cỏ hyparrhenia và các loại đậu trong suốt cả năm. Chúng là động vật ăn cỏ, và chế độ ăn của họ bao gồm chủ yếu là các loại cỏ. Nói chung bao gồm ít nhất 80% trong khẩu phần ăn của, cỏ chiếm tới hơn 95% thực phẩm của chúng trong mùa mưa, tháng Mười đến tháng Năm.
Giữa mùa, chúng chủ yếu ăn các loại cỏ cây luồng. Chúng ăn cỏ hyparrhenia và đậu với số lượng nhỏ trong suốt cả năm. Trong khu vực có nước khan hiếm, chúng có thể ăn dưa hấu, rễ, và củ. Trong thời gian cả đàn đang ăn, một cá thể sẽ được phân công theo dõi cho những mối nguy hiểm, thường đứng trên một gò mối để trông xa hơn. 

## Sinh sản
Sự bắt đầu của một cuộc chiến được đánh dấu bằng một loạt các cử động của đầu và thái độ, cũng như phân lưu ký trên đống phân. Các đối thủ quỳ đầu gối của mình, và sau khi đưa ra một cái búa giống như thổi, bắt đầu một trận đấu vật, sừng của chúng lồng vào nhau. Một nỗ lực để vặn đầu của đối thủ khác sang một bên để đâm vào cổ và vai với sừng của nó. Những con đực thường bị mất lãnh thổ của chúng sau bảy hay tám năm.
Thời gian giao phối thay đổi theo mùa. Chúng thành thục từ 1-2 tuổi. Sau một thời gian mang thai tám tháng, một đứa con được sinh ra. Phân loài này sống ở thảo nguyên, rừng và đồng bằng mở. Vào lúc ba hay bốn tuổi, con đực có thể cố gắng để có một vùng lãnh thổ và các thành viên là con cái. Một cư dân giống đực bảo vệ lãnh thổ của mình và sẽ chiến đấu nếu bị khiêu khích. Các con đực đánh dấu biên giới lãnh thổ của mình thông qua hành vi đại tiện. 